# Єлшовий потік
Єлшовий потік (словац. Jelšový potok) — річка; права притока Детвянського потоку, протікає в окрузі Детва.
Довжина приблизно 6.0 км. Витік знаходиться в масиві Поляна (геоморфологічна підодиниця Висока Поляна; схил гори Врхдетва) — на висоті 900 метрів.
Протікає територією міста Детва. Впадає у Детвянський потік на висоті приблизно 435-440 метрів.